# Камера Ранвье
Камера Ранвье, влажная камера Ранвье — предметное стекло с вышлифованной на нём сферической лункой, закрытое покровным стеклом.
Камеры Ранвье служат для длительных прижизненных микроскопических наблюдений живых объектов методом висячей капли. Небольшую каплю жидкости с объектом наблюдения наносят на покровное стекло и накрывают предметным, предварительно смазав край лунки вазелином. Затем камера переворачивается покровным стеклом вверх и покровное стекло окантовывается расплавленным парафином.
Камера не допускает высыхания объекта, и при этом в ней содержится некоторое количество кислорода и питательных веществ, достаточное для того, чтобы объект длительное время оставался живым.
Витальный препарат обычно обладает малой контрастностью, поэтому объекты в камере Ранвье часто исследуют с применением витального окрашивания или используют методы темнопольной или фазово-контрастной микроскопии.
Недостатком камеры Ранвье является большая толщина предметного стекла и криволинейность лунки, что искажает ход лучей при исследовании под микроскопом. Таких недостатков нет у влажных камер на основе колец Ван-Тигема.